# دمیترو لیوک
دمیترو لیوک (اوکراینی: Дмитро Валерійович Лелюк؛ زادهٔ ۸ ژانویهٔ ۱۹۷۴) بازیکن فوتبال اهل اوکراین است.